# 前571年
| 千纪： | 前1千纪 |
| 世纪： | 前7世纪 \| 前6世纪 \| 前5世纪 |
| 年代： | 前600年代 \| 前590年代 \| 前580年代 \| 前570年代 \| 前560年代 \| 前550年代 \| 前540年代 |
| 年份： | 前576年 \| 前575年 \| 前574年 \| 前573年 \| 前572年 \| 前571年 \| 前570年 \| 前569年 \| 前568年 \| 前567年 \| 前566年                                                                      |
| 纪年： | 周灵王元年 魯襄公二年 齐灵公十一年 晋悼公二年 秦景公六年 宋平公五年 楚共王二十年 卫献公六年 陈成公二十八年 蔡景侯二十一年 曹成公七年 郑成公十四年 燕武公三年 吴王寿梦十五年 杞桓公六十六年 |

## 大事記
- 智罃聯合魯、齊、宋軍攻打鄭國，鄭成公剛剛去世。智罃聽從魯國孟獻子進言，在鄭國邊境近築虎牢城，威脅鄭國，鄭國不戰而歸附晉國。

## 逝世
- 鄭成公，姓姬名睔，為春秋諸侯國鄭國君主之一，是鄭國第十五任君主，鄭襄公子。